# Čizmići
Čizmići su naseljeno mjesto u gradu Cazinu, Federacija Bosne i Hercegovine, BiH.
Nalaze se oko tri kilometra zapadno od Cazina. 

## Povijest
Kao samostalno naseljeno mjesto Čizmići postoje od popisa 1991. godine. Izdvojeno je iz naseljenog mjesta Slatina.

## Stanovništvo

### Popis 1991.
| Čizmići            |              |
| godina popisa      | 1991.        |
| Muslimani          | 751 (98,68%) |
| Srbi               | 1 (0,13%)    |
| Hrvati             | 0            |
| Jugoslaveni        | 7 (0,91%)    |
| ostali i nepoznato | 2 (0,26%)    |
| ukupno             | 761          |

### Popis 2013.
| Čizmići            |              |
| godina popisa      | 2013.        |
| Bošnjaci           | 842 (98,94%) |
| Hrvati             | 1 (0,12%)    |
| Srbi               | 0            |
| ostali i nepoznato | 8 (0,94%)    |
| ukupno             | 851          |